# Wat Dhammongkol
Chùa Dhammongkol nổi tiếng có lẽ do có bức tượng Phật bằng ngọc bích. Đây được xem là pho tượng bằng ngọc bích lớn nhất thế giới. Tượng được đặt trong một mái vòm bằng kính bên trong chùa. Ngôi chùa này nằm tại đường Sukhumvit hẻm 101 thuộc ngoại ô Bangkok.

## Quá trình xây dựng
Người nảy ra ý tưởng về Thánh tượng là vị sư trụ trì 60 tuổi Pra Viriyang Sirintharo của chùa Wat Dhammongkol (ông vốn rất nổi tiếng với một số dự án nhằm giúp ích cho những vùng nông thôn nghèo của Thái Lan). Vào thập niên 1980, Sirintharo phác thảo một kế hoạch chi tiết chạm khắc 2 pho tượng: tượng Thích Ca Mâu Ni ngồi Niết bàn và tượng Phật Bà Quan Âm đứng. Hai tượng trên, theo suy nghĩ của sư trụ trì, sẽ được chế tác từ ngọc bích - vì ngọc bích nặng hơn thép và bền vững qua nhiều thế kỷ. Ban đầu, Sirintharo tìm đến nhà sản xuất ngọc bích nephrite lớn nhất thế giới ở British Columbia (Canada), nhưng dường như không thể tìm được khối ngọc bích đồ sộ đúng như ý để tạc tượng. Sau nhiều chuyến sang Canada thăm dò không kết quả, vị sư này đã trở lại Bắc Mỹ vào năm 1991, khi ông nghe nói Kirk Makepeace - chủ nhân khu tài nguyên ngọc bích ở phía West Vancouver - vừa mua được một khối ngọc bích nguyên chất nặng khoảng 32 tấn từ miền Bắc British Columbia và dự định bán nó cho một khách hàng châu Âu. Khối ngọc này có màu xanh đen tuyền và độ bóng tự nhiên, hoàn toàn thích hợp với ý tưởng phác thảo pho tượng của nhà sư. Thế là Sirintharo kiên nhẫn thuyết phục Makepeace nhượng khối ngọc lại cho ông, với lý do rằng khối ngọc sau khi tạo tác sẽ trở thành kỳ quan thế giới và sẽ phục vụ cho mục đích "tốt đạo đẹp đời"
Có ngọc rồi, sư đã nhờ các chuyên gia điêu khắc Ý và Canada chạm trổ thủ công ròng rã suốt 1 năm trời. Hàng trăm du khách Thái Lan mỗi ngày đã đến xưởng chế tạo tượng để bày tỏ lòng ngưỡng mộ và thành kính đối với tượng Phật; cũng như động viên các nhà điêu khắc rằng tạo tượng Phật là một công việc vinh dự và cao quý. Bụi ngọc bích trong khi đẽo tượng được Sirintharo gom lại và trộn với vật liệu khác để làm các bùa hộ mạng (amulet) cho Phật tử và du khách. Khi việc chạm khắc cơ bản xong, các Phật tử tuyển chọn nước rửa tượng và tưới lên tượng theo nghi thức Phật giáo. Cuối cùng, sau bao công sức và sự nỗ lực, pho tượng Thích Ca Mâu Ni bằng ngọc bích nặng gần 32 tấn đã hoàn thành vào tháng 6 năm 1993. Năm 1994, gần nơi đặt tượng Phật ngọc bích này, Sirintharo dựng thêm một tượng Quan Âm Bồ tát đứng, cao 2,5 mét, cũng bằng ngọc bích nguyên chất.

## Giá trị
Chùa mang giá trị là một điểm tham quan vừa là nơi hành hương quan trọng của khách hành hương.
Hàng ngày, chùa Dhammongkol tấp nập khách hành hương khắp nơi đổ về chiêm ngưỡng tượng Phật ngọc bích lớn nhất thế giới. Vào dịp lễ, hàng ngàn người Thái Lan cũng tụ họp về đây. Dưới vẻ uy nghi tráng lệ của tượng Phật ngọc bích, họ thành tâm hương khói và cầu xin đức Phật phù hộ một năm mới an lành cho muôn dân.